# Jon Porter

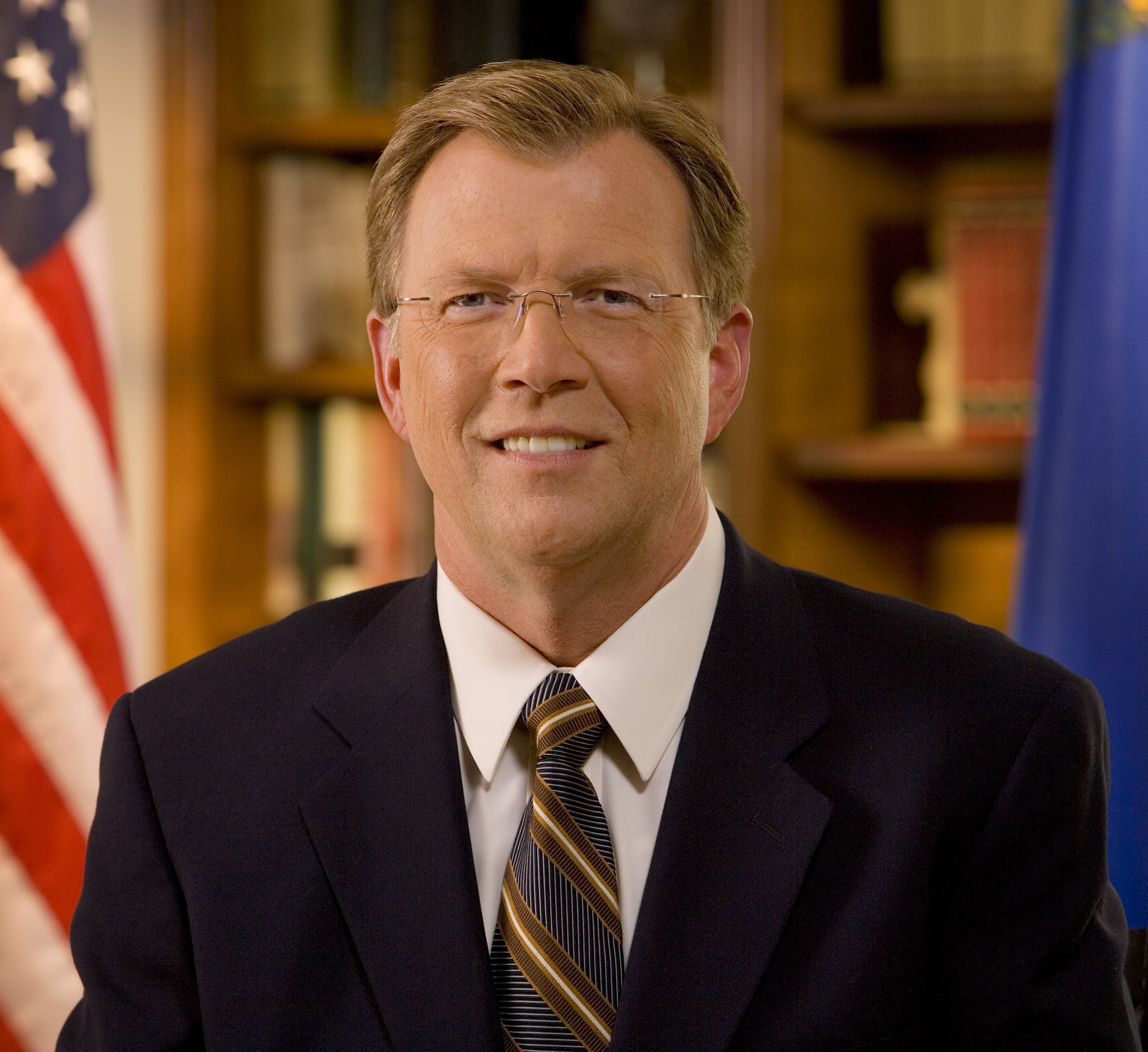
Jon Porter.

Jonathan Christopher "Jon" Porter, född 16 maj 1955 i Fort Dodge, Iowa, är en amerikansk republikansk politiker. Han representerade delstaten Nevadas tredje distrikt i USA:s representanthus 2003-2009.
Porter gick i skola i Humboldt High School i Humboldt, Iowa. Han studerade vid Briar Cliff College (numera Briar Cliff University) i Sioux City. Han flyttade till Nevada och var borgmästare i Boulder City 1987-1991. Han var ledamot av delstatens senat 1994-2002.
Porter besegrade demokraten Dario Herrera i kongressvalet 2002. Han omvaldes två gånger. Han förlorade i kongressvalet i USA 2008 mot utmanaren Dina Titus.